# Фурсівська сільська територіальна громада
Фурсівська сільська територіальна громада — територіальна громада в Україні, в Білоцерківському районі Київської області. Адміністративний центр — село Фурси.
Площа громади — 278,24 км², населення — 11 077 осіб (2020).
Утворена 2 серпня 2017 року шляхом об'єднання Матюшівської, Трушківської, Фурсівської сільських рад Білоцерківського району та Пищиківської сільської ради Сквирського району.
12 червня 2020 року до громади приєднані Яблунівська сільська рада Білоцерківського району та Великополовецька сільська рада Сквирського району.

## Населені пункти
У складі громади 11 сіл:
- Андріївка
- Безугляки
- Великополовецьке
- Мала Михайлівка
- Мала Сквирка
- Матюші
- Пищики
- Трушки
- Фурси
- Чмирівка
- Яблунівка

## Старостинські округи
- Великополовецький
- Матюшівський
- Пищиківський
- Трушківський
- Яблунівський